# Lubuk Ulang Aling Tengah
Lubuk Ulang Aling Tengah is een bestuurslaag in het regentschap Solok Selatan van de provincie West-Sumatra, Indonesië. Lubuk Ulang Aling Tengah telt 1151 inwoners (volkstelling 2010).